# La vida de Jose Rizal
La vida de José Rizal, estrenada en 1912, fue el primer largometraje producido en las Filipinas. Sin embargo, no fue la primera película estrenada en el país, la película competidora El fusilamiento de Dr. José Rizal fue estrenada el 23 de agosto, un día antes. Es una película muda que describe la vida de José Rizal, el héroe nacional del país, de su nacimiento a su ejecución en Parque Rizal.
Los estadounidenses Harry Brown (productor), Charles Martin (director de fotografía) y Edward Gross (escenografía) fundaron Rizalina Photoplay Company en 1912 para producir la película, que fue adaptada de una obra de teatro de 1905 de Gross. Con 22 escenas, la película de la película tenía una longitud de 5,000 pies.
La película, junto con su rival, cosechó el éxito financiero y los productores se animaron a producir otras películas de temática filipina.

## Reparto
- José Rizal - Honorio Lopez
- María Clara - Titay Molina
- Teodora Alonso Realonda - Chananay